# Parângul Mare
Vârful Parângu Mare (Wielki Parângu) to najwyższy szczyt w paśmie Parâng.